# Comitatul Skamania, Washington
Comitatul Skamania, conform originalului din engleză,  Skamania  County, este unul din cele 39 comitate ale statului american  Washington. Sediul comitatului este localitatea Stevenson. GR6.

## Demografie
|  | Graficele sunt indisponibile din cauza unor probleme tehnice. Mai multe informații se găsesc la Phabricator și la wiki-ul MediaWiki. |

Date: Wikidata - grafică realizată de Wikipedia